# خالد عمر عبد الله باجنيد
خالد عمر عبد الله باجُنَيْد أكاديمي وسياسي يمني عُيَّنَ وزيراً لوزارة العدل في حكومة خالد بحاح بتاريخ 7 نوفمبر 2014م  وظل في منصبه حتى قدمت حكومة خالد بحاح استقالتها في 22 يناير 2015م، بعد انقلاب اليمن 2014م الذي قام به الحوثيون.